# A White Heron
Die Kurzgeschichte A White Heron (dt.: Der weiße Reiher) wurde 1886 von Sarah Orne Jewett veröffentlicht und gilt zusammen mit dem Werk „The Country of the Pointed Firs“ (1896) als deren Hauptwerk. Die Geschichte ist Teil einer Kurzgeschichtensammlung (A White Heron, The Gray Man, Farmer Finch, Marsh Rosemary, The Dulham Ladies, A Business Man, Mary and Martha, The News from Petersham, The Two Browns), die unter dem Namen „A White Heron and other Stories“ veröffentlicht wurde. Die Kurzgeschichte dreht sich um Naturerfahrungen und die Adoleszenz der Hauptfigur Sylvia. Dargestellt wird die metaphorische Reise der Hauptfigur und deren Bewusstseinsentwicklungen auf dem Weg zum Erwachsensein und zur Entscheidung für ein naturverbundenes Leben. Diese Entscheidung enthält implizit die Ablehnung der voranschreitenden Industrialisierung. Es handelt sich damit um ein prägnantes Beispiel einer Initiationsgeschichte. Wie wenige andere Geschichten Sarah Orne Jewetts glänzt „A White Heron“ durch detailreiche und plastische Beschreibungen der Natur New Englands und dessen Einwohner und gilt nicht zuletzt deswegen zusammen mit Nathaniel Hawthornes Young Goodman Brown als bedeutendes Beispiel der emanzipatorischen Literatur New Englands (siehe Weblinks auf dieser Seite).

## Literarische Bedeutung und Rezeptionsgeschichte
Kritiker, darunter der bekannte amerikanische Autor und Kritiker William Dean Howells sehen die Kurzgeschichte „A White Heron“ unter folgenden Gesichtspunkten als besonders wertvoll an:
- „Erstellung“ eines Gegenentwurfs zur voranschreitenden Industrialisierung (Utopie)
- Herausragendes Beispiel des „New England Realism“ (vgl.: William Dean Howells)
- Emanzipation von Materialismus und Industrialismus
- Rückbesinnung auf das Individuum als gesellschaftlich bedeutender Akteur
- Rückbesinnung auf die Natur (Beginn naturethischer Literatur in Nordamerika)
- Beginn des Zweifels an uneingeschränkt positiven Entwicklung der USA (verlorene Paradiese)
- Bedeutendes Beispiel für die feministische Literatur New Englands.

## Abstract
Sylvia, welche die bisherigen acht Jahre ihres Lebens in der Großstadt verbrachte, lebt nun bei ihrer Großmutter im ländlichen New England. Sie spielt mit den Kühen, erfreut sich an Wildtieren und streift durch die Wälder der Umgebung. Dabei geht sie vollkommen in der Natur auf (vgl. Transzendentalismus). Eines Tages begegnet sie einem Jäger aus der modernen Großstadt, der auf der Suche nach dem seltenen weißen Reiher ist. Sylvia, die meint diesen Vogel schon einmal gesehen zu haben, begibt sich nach kurzem Zögern auf die Suche, um einerseits dem jungen Jäger zu gefallen und andererseits ein Preisgeld ($10), das der Jägersmann ausgelobt hat, für sich zu gewinnen. Als Sylvia nach längerer Suche und erfahrungsreichem Weg durch die Wälder New Englands schließlich den Reiher entdeckt, versucht sie, zum Nest des Tieres, das auf einer hohen Kiefer ist, zu gelangen. Auf dem Weg zum Wipfel meint sie, der Baum rede mit ihr und verweigere ihr den Aufstieg. In Rückbesinnung auf die Schönheit und Idylle ihrer Umgebung fällt ihr der Aufstieg schließlich deutlich leichter. Auf der Spitze der Kiefer angekommen, entdeckt sie einerseits das Nest, andererseits aber auch den weit entfernten Atlantik mit zahlreichen ankommenden Schiffen. Fasziniert von der Schönheit der Natur, dem seltenen Tier in ihrer direkten Nähe und dem Kontrast zum „viel bevölkerten“ Ozean kommt Sylvia zum Entschluss, ihre Entdeckung für sich zu behalten und den weißen Reiher (und damit die Natur insgesamt) vor Gefahr und Veränderungen zu schützen. Damit entscheidet sie sich bewusst gegen Modernisierung und Materialismus (10 $) und für ein naturverbundenes, idyllisches Leben.